# Karangrau (Banyumas)
Karangrau is een bestuurslaag in het regentschap Banyumas van de provincie Midden-Java, Indonesië. Karangrau telt 5044 inwoners (volkstelling 2010).